# Pèire Boissière
Pèire Boissière   (Gavaudun, 18 de maig de 1944 - Vilanuèva d'Òlt, 8 de gener de 2022) va ser un cantant, compositor, contacontes i formador de cant en Occità, originari de la comarca del Vivarès (Ardecha), al Llenguadoc.

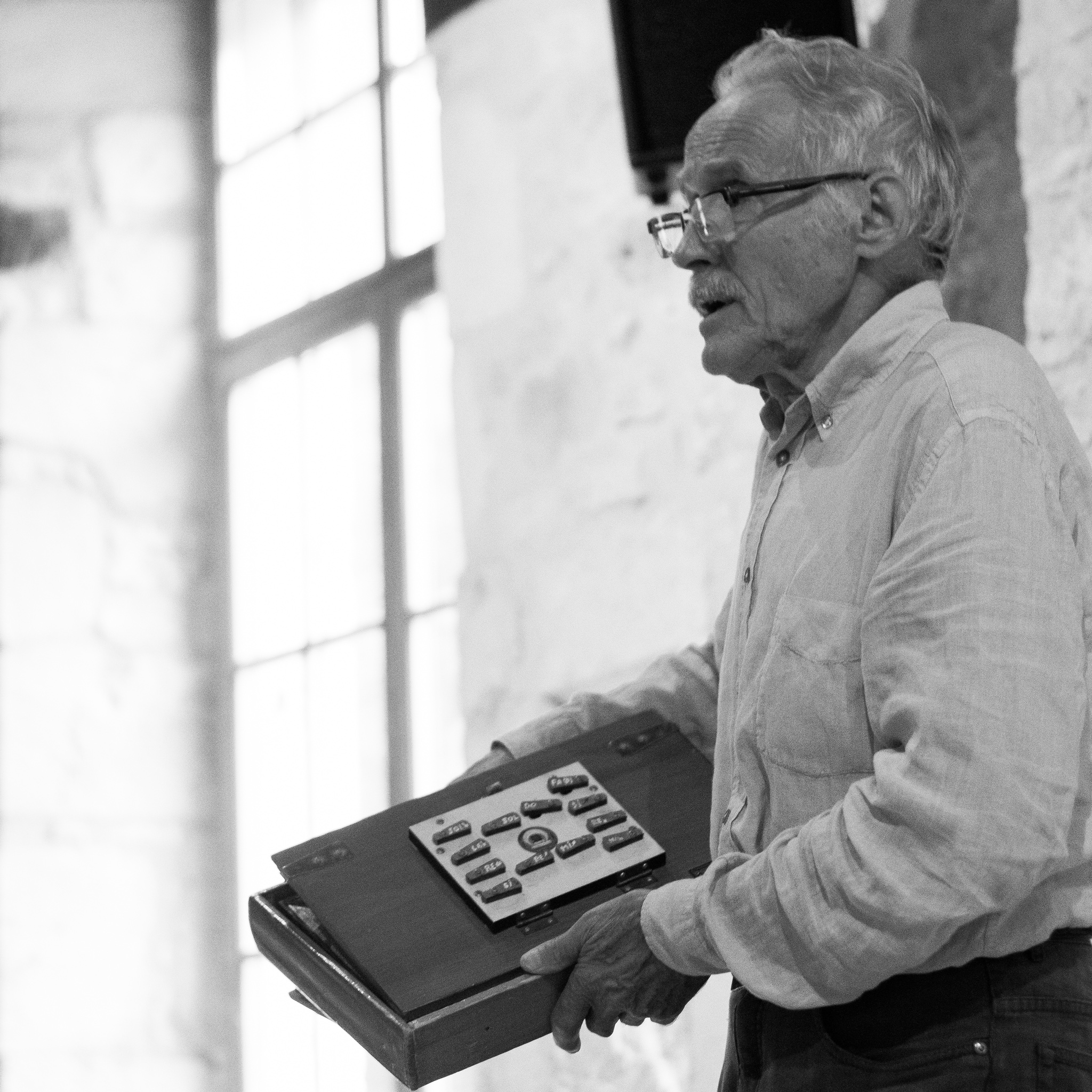
Peire Boissiere

La seva obra destaca per la tasca de rescatar cançons antigues o desaparegudes, amb l'escolta de col·leccions realitzades per altres, i l'interès que va tenir per tradicions.
És un dels referents pel que fa al cant d'inspiració tradicional del domini occità.
Pèire ha cantat en solitari i també amb altres compositors, com ara el Duo Jòc Novèl, el Trio Rasim Doç, entre d'altres.